# الموارد الطبيعية في الأردن
يمتلك الأردن موارد طبيعة ومن أهمها: الفوسفات، الغاز الطبيعي، البترول، والصخر الزيتي، وكذلك اليورانيوم وغيرها. تعتبر مصادر الثروة المعدنية من أهم عوامل التطور الاقتصادي والاجتماعي في الأردن، ويوجد في الأردن معادن وصخور صناعية اقتصادية مثل النحاس والمنغنيز والفوسفات ورمل الزجاج والفلدسبار والتريبولي والبورسالينيت والمعادن الطينية والدياتوميت والرخام والترافرتين وأحجار البناء والزينة والطباشير والملح والبوتاس الصخري وأملاح البحر الميّت والصخر الزيتي ورمال القار والمعادن المشعة والثمينة والتف البركاني والبازلت والزيولايت.
تقوم مؤسسات وطنية رائدة مثل الجامعات الأردنية وسلطة المصادر الطبيعية والمجلس الأعلى للعلوم والتكنولوجيا وبعض الشركات الوطنية بدور فعّال في دراسة ثروات الأردن المعدنية. وتحتاج الكثير من ثروات الأردن المعدنية إلى إستكمال دراستها أو اكتشاف الجديد منها.

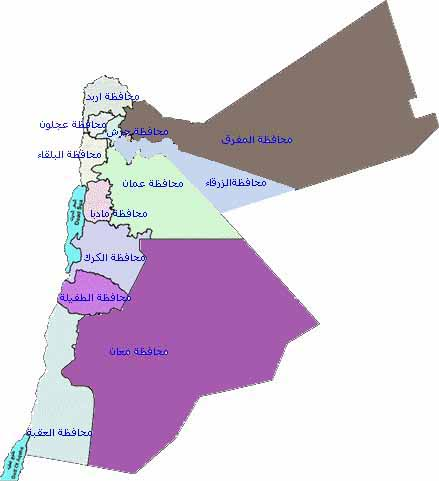
المملكة الأردنية الهاشمية

## الفوسفات

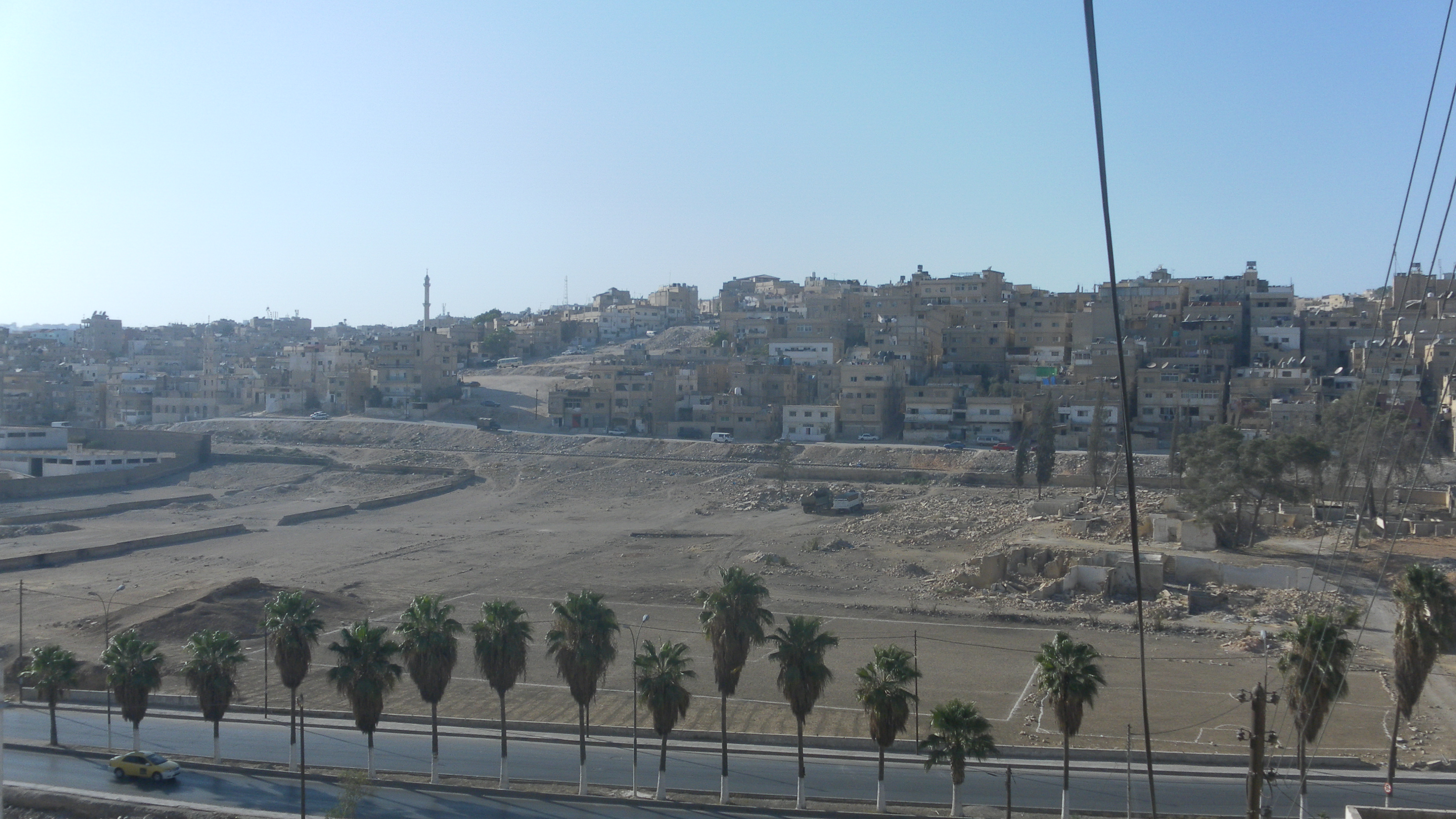
مدينة الرصيفة، تعتبر مكان مهم لاستخراج الفوسفات في الأردن

تقدر سلطة المصادر الطبيعية الأردنية أن تشكيلات الفوسفات تغطي حوالي 60 في المئة من إجمالي مساحة الأردن، لا سيما في حزام واسع على بعد 300 كيلومتر يمتد من الشمال إلى الجنوب وتعتبر غالبية تلك الاحتياطيات قابلة للاستثمار اقتصاديا. يقدر مجموع خام الفوسفات في الأردن ضمن المناجم التي تحت التشغيل بما يصل إلى 1459 ملايين طن حتى 31 ديسمبر 2008. الشركة الوحيدة المرخص لها في الأردن لاستكشاف الفوسفات هي شركة مناجم الفوسفات الأردنية. عملية الاستكشاف تنطوي على حفر آبار بعمق حوالي 40 مترا ضمن مسافات محددة تليها عملية التحليل النوعي والكمي للعينات الخام ثم تصنف من أجل تحديد الجدوى الاقتصادية من الاحتياطيات. في الوقت الراهن تغطي شركة مناجم الفوسفات الأردنية مساحة إجمالية تبلغ 52 كيلومترا مربعا في مناجم تقع في كل من الحسا والأبيض، و 258 كيلومتر مربع في الشيدية وذلك لأغراض الاستكشاف والاستخراج.

## الغاز الطبيعي
تم اكتشاف الغاز في الأردن في عام 1987، ويقدر حجم الاحتياطي المكتشف بما يقارب 230 مليار قدم مكعب، وهي كميات متواضعة جدا بالمقارنة مع جيرانها. تم تطوير حقل غاز الريشة في الصحراء الشرقية بجانب الحدود العراقية، والحقل ينتج ما يقارب 30 مليون قدم مكعب من الغاز يوميا، ليتم إرسالها إلى محطة كهرباء قريبة لإنتاج ما يقارب 10% من حاجة المملكة الأردنية الهاشمية الكهربائية. ومن المعروف أن كل 6000 قدم3 من غاز الريشة يعادل برميلا نفطيا واحدا أي أن قدرة الحقل تعادل 5000 برميل نفط مكافئ يوميا.
ومن المتوقع أن يرتفع إنتاج الحقل خلال السنوات الثلاث الأولى، إلى أكثر من 50 مليون قدم مكعب. حيث تدخل شركة بريتيش بتروليوم في اتفاقية مع الحكومة الأردنية على مرحلتين، الأولى لاستكشاف الحقل وتقييمه، تمتد بين 3 إلى 4 سنوات، تنفق في الحد الأدنى مبلغ 237 مليون دولار، وفي حال استكشاف الغاز بالكميات المتوخاة، ستدخل الشركة بتطوير الحقل، وعندها سيكون الإنفاق بحدود 8 -10 بلايين دولار، لإنتاج بين 330 مليون قدم مكعب يوميا، إلى حوالي ألف مليون قدم مكعب يوميا، وهذه الكمية الكبيرة، ستكون كافية لسد احتياجات الأردن وإمكانية التصدير.

## البترول
رغم أن احتياطيات البترول الخام في الأردن غير تجارية، إلا أن الأردن يعتبر أحد أغنى دول العالم بمخزونات الصخر الزيتي. تهدف إستراتيجية قطاع الطاقة في الأردن إلى إدخال الصخر الزيتي، كأحد البدائل لمصادر الطاقة الأولية، ليساهم بما نسبته 11 % في خليط الطاقة الكلي في العام 2015، و14 % في العام 2020؛ إذ يزيد حجم الاحتياطي المثبت للصخر الزيتي السطحي في الأردن على 40 مليار طن، تحوي أكثر من 4 بلايين طن نفط، أو ما يعادل 28 مليار برميل.
وبدراسة أخرى  يقدر مخزون الأردن من مكثفات الصخر الزيتي بما يعادل 69 مليار برميل حسب دراسة وكالة الطاقة الأمريكية.

## الصخر الزيتي

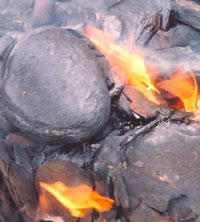
احتراق الصخر الزيتي

توجد كميات ضخمة جدا يمكن استغلالها تجاريا في المنطقتين الوسطى والشمالية الغربية من البلاد. وحسب تقديرات مجلس الطاقة العالمي فإن احتياطيات الأردن من مخزونات الصخر الزيتي تصل إلى ما يقارب 40 مليار طن مما يضعها كثاني أغنى دولة باحتياطيات الزيت الصخري بعد كندا، (النسبة التقديرية)، والأولى على مستوى العالم بالاكتشافات المؤكدة. بنسبة استخراج بترول تصل ما بين 8٪ - 12٪ من المحتوى، يمكن إنتاج 4 مليارات طن بترول من الاحتياطي الحالي، مما يضع نوعية الزيت الأردني، من ناحية الاستخراج، على قدم المساواة مع مثيلاتها الغربية في كولورادو في الولايات المتحدة، يقدر أن هذه الكمية قد ترتفع إلى 20 مليار طن. الزيت الصخري الأردني بشكل عام جيد جدا، إذ أن محتوى الرطوبة والرماد داخله منخفض نسبيا. وإجمالي القيمة الحرارية (7.5 ميغاجول / كلغ)، وله محتوي كبريتي يصل إلى 9٪ من وزن المحتوي العضوي. الاحتياطيات التي يمكن استغلالها سهل الوصل لها، إذ أن معظمها في مناجم مكشوفه سطحية.

## اليورانيوم
تأتي اهمية مشروع استغلال اليورانيوم على انه المحور الاساس لدعم الاقتصاد وتمويل البرنامج النووي الاردني والذي من اجله أُسست هيئة الطاقة الذرية الأردنية عام 2008، حيث صرح رئيسها في حينه قائلاً 'ان البرنامج النووي الأردني ينحصر في استغلال اليورانيوم لدعم الاقتصاد الوطني وتوفير مصدر اقتصادي رئيسي لتوليد الكهرباء وتحلية المياه في المملكة'. تقدر دراسات حكومية مدعمة بدراسات دولية احتياطات الأردن من اليورانيوم بنحو 180 ألف طن،ووفقا لدراسة أعدها طوقان فإن منطقة وسط المملكة شهدت اكتشافات لليورانيوم، فيما يحتوي الفوسفات الأردني على ما نسبته 8% من هذا المعدن. وبحسب هيئة الطاقة الذرية الأردنية من المتوقع أن يبلغ حجم الإنتاج لليورانيوم في موقع مناجم الوسط بسواقة حوالي 2000 طن سنويا بقيمة تبلغ حوالي 1.250 مليار دولار سنويا، وذلك في ثمانية مواقع استكشاف للخام تم تحديدها حتى الآن.
يذكر أن الأردن أبلغ الوكالة الدولية للطاقة الذرية بأكتشاف كميات هائلة من اليورانيوم وضعته في المرتبة الحادية عشرة عالميا بين دول العالم.
وبهذا تثير احتياطاته من اليورانيوم اهتمام العديد من البلدان، حيث يشكل اليورانيوم المحور الأساس للبرنامج النووي الاردني وتمويل محطات الطاقة النووية، ويسعى الأردن إلى إنشاء أول مفاعل نووي لهذا الغرض بحلول عام 2015، حيث تستورد المملكة 95% من احتياجاتها من الطاقة.
وفي العام 2007 ، أنشأت الهيئة "الشركة الأردنية لمصادر الطاقة" لتكون بمثابة الذراع التجاري لأستغلال موارد اليورانيوم، وفي العام 2008 ، تم توقيع اتفاقية للتنقيب مع شركة "آرافا" آرافا الفرنسية لبدءاستخراج اليورانيوم بمساحة 1400 كيلو مترمربع في وسط الأردن وتأسيس شركة اخرى لليورانيوم بأسم "ألاردنيه الفرنسيه لتعدين اليورانيوم ". وفي العام 2010 ، تطور ذلك إلى اتفاقية للتعدين خيث اعلنت الهيئة ان الأردن سيبدأ انتاج وبيع اليورانيوم بحلول عام 2012، إعتماداً على تكنولوجيا فرنسية متطورة.  ويشار إلى أن مشروع تعدين اليورانيوم في منطقة سواقة وسط قد أنجز أعمال الحفر لحوالي 29 خندقا كل منها بطول يتراوح من 100-250 متر، كما يشمل حفر 250 بئر تم التقاط 6 آلاف عينة من الخام أرسل منها 3 آلاف عينة لمختبرات هيئة الطاقة الذرية الأردنية، حيث تم إنجاز وفحص 1500 عينة منها لقياس تراكيز 20 عنصرا فيها، ووفق معلومات الهيئة بهذا الخصوص فقد ظهرت نتنائج إيجابية ومبشرة لمعظم هذه العينات والتي تدل بدورها أن النتائج إيجابية لمشروع استكشاف اليورانيوم في المنطقة.

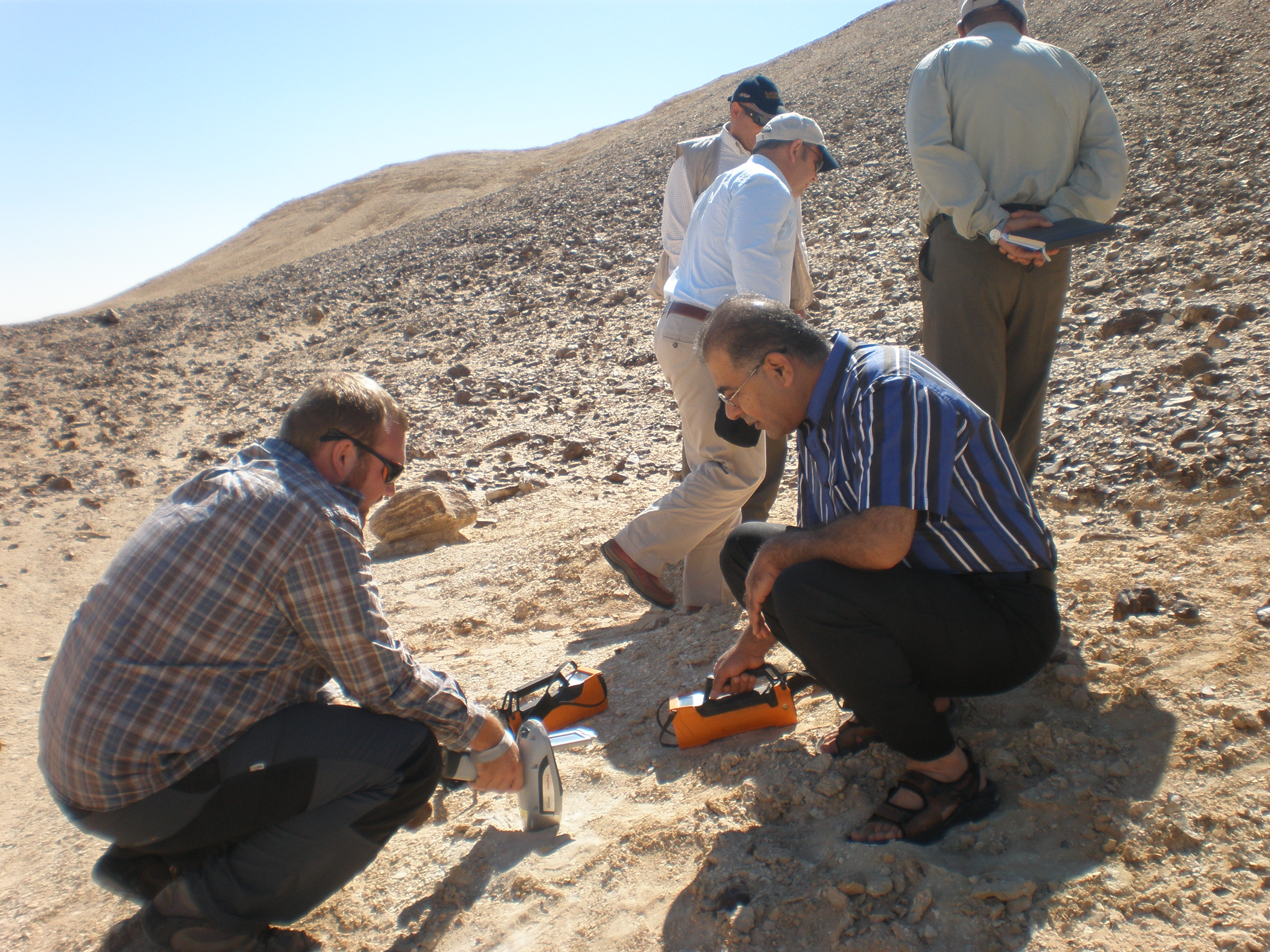
فريق خبراء يقوم بأستكشاف وقياس تراكيز خامات اليورانيوم السطحي في وادي البهية جنوب الاردن بتكنولوجيا XRF

وفي عام 2009 وقعت هيئة الطاقة الذرية الأردنية مذكرة تفاهم مع شركة ريو تينتو البريطانية الاسترالية (Rio Tinto) من اجل استكشاف وتعدين اليورانيوم في مناطق متعددة من المملكة منها الرويشد (شرق) والسهب الابيض (جنوب شرق) ,و وادي البهية (جنوب ). والتي تملك امكانات واعدة من اليورانيوم . وقد بينت الدراسات الاستكشافية للشركة ان تراكيز اليورانيوم في جنوب وشرق المملكة قليلة جدا ولا تتوافق مع بيانات هيئة الطاقة الذرية الأردنية، ولعدم وجود جدوى اقتصادية لهذه الخامات قررت الشركة الانسحاب من الاردن.
فيما أبدت شركة صاينو يو الصينية والتي تعمل في قطاع التعدين اهتماما للدخول بمشاريع تعدين اليورانيوم في مناطق الجنوب وقامت بأرسال وفد من الخبراء للمملكة للاطلاع على الدراسات الخاصة بمناطق المشروع وأجراء دراسات استطلاعية، حيث تبين ان ارقام اليورانيوم في الاردن غير صحيحة ، واتخذت قرارها بعدم الدخول بمشاريع لتعدين اليورانيوم في الاردن لعدم جدواها.
وفي عام 2011 نفى مفوض دورة الوقود النووي في هيئة الطاقة الذرية صحة الارقام التي تقدر احتياطيات مخزون خامات اليورانيوم في وسط الاردن بحوالي خمسة وستون الف طن قائلا ان هذا الكمية مبالغ فيها ولا يمكن أن تصنف على أنها احتياطي أو مخزون حسب المعايير الدولية، وبأن قلة الكميات وردائة تراكيز الخام تجعلة غير مجدي اقتصاديا، وبأنة لايوجد اي دليل علمي يدعم الارقام التي يصرح بها بعض مسؤولين الهيئة. وفي عام 2012 انسحبت شركة اريفا من العمل فيالاردن والغت الاتفاقية لانها لم تجد اي جدوى اقتصادية لوجود اليورانيوم في الاردن.

## السيلكا

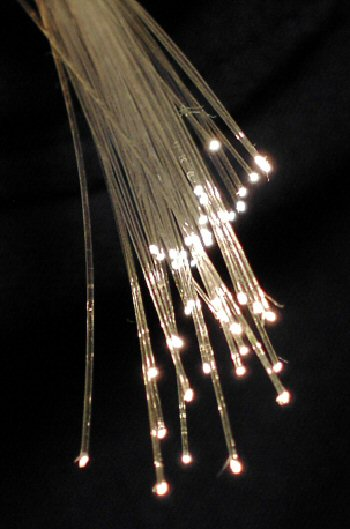
حزمة من الألياف البصرية تتكون من السيليكا عالية النقاء

السيلكا في الأردن كمياتها ضخمة وسهلة التعدين بالطرق السطحية وقريبة من الطرق وميناء العقبة حيث يوجد الرمل الزجاجي في مناطق راس النقب وقاع الديسي والبتراء وعين البيضاء ويصل سمك رمل الديسي إلى 300 متر في حين يصل سمك الخام في وادي السيق ومنطقة الجيشية/ العقبة إلى 200 متر.
تتميز خامات رمال السيلكا الأردنية والتي تقدر بحوالي 13 مليار طن، بمواصفات ممتازة كونها رمالا بيضاء قليلة الشوائب ومتكشفة وذلك حسب ما ذكرته سلطة المصادر الطبيعية في الأردن. تميزت خامات السيلكا الأردنية وفق الدراسات التي أعدتها سلطة المصادر الطبيعية بمواصفات عالمية ليستخدم في صناعة الزجاج وزجاج الكريستال والألياف الزجاجية وزجاج البصريات وقوالب السباكة، حيث أن الرمل الزجاجي العالي الجودة المنتج من موقعي رأس النقب والسيق أمكن مقارنته مع درجة (أ) في المواصفات البريطانية لرمال الزجاج المستخدم لإنتاج زجاج البصريات. كما يستخدم خام رمال السيلكا الأردني كعامل مخفض لدرجة الإذابة للأكاسيد القاعدية وفي عمليات الإذابة وكمادة صقل وفي صناعة الخزف والطوب، ويستخدم أيضا في فلاتر تنقية المياه ويدخل في صناعة البلاستيك والمطاط والدهانات والورق وفي الصناعات الكيماوية المختلفة.
وأشارت سلطة المصادر الطبيعية إلى أن الدراسات التي أجريت على رمال السيلكا في الأردن أظهرت أنه يمكن الحصول على منتج رمال السيلكا عالية النقاوة ورمل زجاجي بحجم حبيبي بين (500-125) ميكرون وبجودة عالية، باستخدام الكاشط المفكك وفصل المعادن الثقيلة باستخدام الفاصل الحلزوني والتنخيل.
وبحسب سلطة المصادر الطبيعية فإن فرص الاستثمار في هذا الخام الذي يتركز في مناطق الجنوب متاحة أمام المستثمرين والشركات المتخصصة في معالجة هذه الخامات المنافسة بقيم مضافة لتدخل في استخدامات مختلفة ولدواعي التصدير إقليمياً وعالميا مشيرا إلى الإمكانات الجيدة التي يوفرها الخام للاستثمار في إنتاج الزجاج وبخاصة في ظل عدم وجود مصنع للزجاج في المملكة.
يوجد عدد من المرامل تعمل في المملكة في منطقة راس النقب لاستخدامات مواد البناء وشركتين محليتين تعملان على إنتاج كميات بسيطة من الرمل المغسول والمطحون، ويوجد هناك فرصا استثمارية لمستثمرين وشركات لعمل صناعات متعددة.

## الطاقة الحرارية الجوفية
تعتبر الطاقة الحرارية الجوفية مصدرا مهما للطاقة البديلة التي كانت معروفة منذ آلاف السنين. توجد الطاقة الحرارية الجوفية في أغلب مناطق الأردن من الجنوب الغربي وحتى الشمال الشرقي، ولقد زادت أهميتها بعد أن تم حفر مجموعة آبار المياه العميقة لغايات التنقيب عن البترول في المناطق الوسطى والشرقية والشمالية الشرقية حيث تبين أن أكثر من 100 بئر تتراوح حرارتها بين 22- 62 درجة مئوية وتتراوح أعماق الآبار بين 250م - 1300م ولقد تقدمت مؤخرا شركة (تكنوتريد) لطلب الحصول على رخص حفر آبار عميقة 1000-3000 متر لدراسة واستثمار الطاقة الحرارية لبعض الأحواض المائية العميقة خاصة ذات درجات الحرارة العالية لتوليد الطاقة الكهربائية وأي منافع أخرى عامة شريطة عدم الأضرار بواقع وطبيعة الحوض المائي العميق.
ومن الجدير بالذكر أن هذا الاستثمار لن يؤثر على طبيعة هذه الأحواض ولا إمكانياتها المائية كونه لن يستخرج الماء منها وهذه العمليات ستقدم خدمة علمية جليلة وتوفير مبالغ مالية طائلة على وزارة المياه التي تركز في البحث عن مصادر مائية مستقبلية جديدة إذ لا مناص من اللجوء إلى الأحواض المائية العميقة لتأمين مصادر مياه جديدة لكون الأردن يعتبر من أفقر أربع دول في العالم في مصادر المياه.

## الموارد الأخرى
موقع الأردن المميز بين جيرانه، يجعل منه بلد ترانزيت مهم لكثير من الخطوط التجارية في المنطقة. حيث كان الأردن على سبيل المثال لكثير من السنوات منفذ العراق الخارجي على العالم أيام الحصار الدولي على العراق، وتأخذ المملكة الأردنية الهاشمية مقابل ذلك النفط من العراق بأسعار رمزية، كما تمر معظم صادرات الضفة الغربية في فلسطين بالأردن أولا قبل تصديرها.